# Helikon (berg)
De Helikon (Oudgrieks: Ἑλικών, Grieks: Ελικώνας) is een berg nabij de historische stad Thespiae in het Griekse landschap Boeotië, vlak bij de kust van de Golf van Korinthe, waar volgens de Griekse mythologie de muzen woonden. De top van de berg ligt op 1748 meter hoogte.
In de oudheid was deze plaats het domein van de Muzen, nimfen die onder leiding van de god Apollo, beschermer van de kunsten, kunstenaars geestelijk inspireerden. Op de berg ontspringt een bron die door de Muzen werd beheerd en waaruit de inspiratie rijkelijk vloeide: de inspiratiebron. Een aanroeping van de Muzen met het verzoek zich te mogen laven aan deze bron, was in de antieke tijd voor kunstenaars heel gebruikelijk.